# つんこ
つんこ（1992年1月9日 - ）は、日本のコスプレイヤー、グラビアアイドル、DJ、声優、パフォーマー。大阪府松原市出身。中央大学卒業。

## 人物
名前の由来は、「人生詰んだ」から来ている。
小学生のころからアニメや漫画が好きでよく見ていた。当時は、「なかよし」が好きで「東京ミュウミュウ」が記憶に残っている。大学卒業後にコスプレを始める。その後、兄の影響で週刊少年ジャンプを読むようになり、特に「NARUTO-ナルト-」「シャーマンキング」を読んでいた。
当初は、フリーでコスプレやDJアーティスト活動をしていたが、2018年に同じレイヤー仲間である宮本彩希と共にコスプレイヤーによるプロジェクト『L’érable』（レラブル）に参加。ブシロードのDJをコンセプトにした音楽プロジェクト『D4DJ』に登場する燐舞曲の三宅葵依役の声優兼パフォーマーも担当してる。DJを始めたきっかけは、コスプレイヤーの知り合いがDJをしていて「コスプレでクラブのイベントに遊びに来ないか」と誘われたことである。お店からもコスプレイヤーとして準レギュラー的なポジションで働いてほしいと誘われていた。つんことしては、役目をもって手伝いをしたいと思っていたため、DJより人口が少ないVJを始める。その後、DJが楽しそうと思えたためDJにも挑戦した。

## 経歴
- 2018年、宮本彩希と共にコスプレイヤーによるプロジェクト『L’érable』（レラブル）に参加。
- 2019年7月20日・21日、『D4DJ』に登場する燐舞曲の三宅葵依役の声優兼パフォーマーであることが公表される[5]。
- 2020年2月1日、宮本彩希と共にPPエンタープライズに所属[6][7]。
- 2023年3月31日、PPエンタープライズを退所。

## 書籍
写真集
- OVER（2023年9月8日）

## 出演

### テレビドラマ
- 武士スタント逢坂くん! 第5話（2021年8月23日、日本テレビ） - 触手ちゃん 役[8]
- 吉祥寺ルーザーズ 第7話（2022年5月23日、テレビ東京） - みゆう 役[9]

### テレビアニメ
- D4DJ（2020年 - 2023年、三宅葵依[10]） - 2シリーズ+特別編[一覧 1]
- ぷっちみく♪ D4DJ Petit Mix（2021年、三宅葵依[11]）

### ゲーム
- D4DJ Groovy Mix（2020年 - 、三宅葵依[12]）

### ラジオ
- 今夜はLucky Night～りほなアニソンフライデー～（2025年5月9日、LuckyFM茨城放送） - 加藤里保菜の急病に伴う代理出演[13]

### コスプレモデル
- 「ゴシックは魔法乙女」- カトレア公式コスプレイヤー
- 「ブレイブ フロンティア」- イオニア役コスプレイヤー
- 「戦乱のサムライキングダム」- 公式レイヤー
- 「みなとそふと」- イベントコンパニオン
- 「ノラと皇女と野良猫ハート」- コスプレコンパニオン

### DJ
- OMOTENASHI MATSURI - 2020 November - （2020年11月8日）- akibaTstudio Twitchチャンネルのみでの配信[14]
- OMOTENASHI MATSURI （2021年3月14日）- akibaTstudio Twitchチャンネルのみでの配信[15]
- OMOTENASHI MATSURI - 2021 May -（2021年5月9日）- akibaTstudio Twitchチャンネルのみでの配信[16]
- OMOTENASHI MATSURI -2021 July-（2021年7月4日、PITCH CLUB）[17]
- OMOTENASHI MATSURI -2021 Sep-（2021年9月18日、PITCH CLUB）[18]
- 激ロックDJパーティー東京開催160回記念SPECIAL＠渋谷clubasia（2022年3月13日、渋谷clubasia）- ゲストDJ[19]
- 激ロックDJパーティー（2022年5月22日、今池3STAR）- ゲストDJ[20]
- RESPECT FOR GEEKS vol2 #R4G 渋谷WOMB （渋谷WOMB）[21][22]

### イベント
- WWJ Extra !mpact（2018年3月 うしとかま（うしじまいい肉、鎌田紘子）並木優と出演
- WWJ 13th !mpact（2019年3月）大島薫、凸ノ高秀、Julie Watai、七瀬さくら、御伽樒と出演
- WWJ 14th !mpact @ club JB’ S （2019年7月、club JB’ S） 川後陽菜（ex乃木坂46）、鎌田紘子、小日向結衣、姫乃たまと出演
- WWJ 15th !mpact@ Lounge vio（2019年11月、Lounge vio） 希崎ジェシカ、西野翔、NES BAND、呂布カルマ、姫乃たま、森沢かな、彦坂まなみと出演
- WWJ758  2nd_Extra（2020年12月）安位カヲル、赤崎花梨と出演

### CM
- 明治「即攻元気」（2022年5月10日 - ）　えなこ、篠崎こころと出演[23]
- アイドルオンデマンド[24]

### ユニット
- PPE41（2022年）[25][注釈 1]

### 舞台
- キミと僕の最後の戦場、あるいは世界が始まる聖戦（2022年10月、シアター1010） - サリンジャー 役
- 有頂天少女（2023年11月、バルスタジオ） - 主演
- 風を切れ2024（2024年7月、東京芸術劇場 シアターウエスト）[26]
- 夢のかけらを歌に乗せたら（2025年1月、新宿村LIVE）[27]

### その他
- パチスロ L D4DJ Pachi-Slot Mix（2024年、三宅葵依[28]）

## ディスコグラフィ

### キャラクターソング
| 発売日   | 商品名                                        | 歌                                                                                 | 楽曲                                                                                     | 備考                                                             |
| 2020年   | 2020年                                        | 2020年                                                                             | 2020年                                                                                   | 2020年                                                           |
| -------- | --------------------------------------------- | ---------------------------------------------------------------------------------- | ---------------------------------------------------------------------------------------- | ---------------------------------------------------------------- |
| 1月29日  | Dig Delight! Bver.                            | 燐舞曲                                                                             | 「瞬動-movement-」                                                                       | 『D4DJ』関連曲                                                   |
| 4月22日  | Direct Drive!                                 | 燐舞曲                                                                             | 「カレンデュラ」                                                                         | 『D4DJ』関連曲                                                   |
| 6月24日  | Cosmic CoaSTAR                                | 燐舞曲                                                                             | 「Horizontal Oath」                                                                      | 『D4DJ』関連曲                                                   |
| 11月18日 | prayer[s]                                     | 燐舞曲                                                                             | 「prayer[s]」 「ニルヴァナ」                                                             | 『D4DJ』関連曲                                                   |
| 2021年   |                                               |                                                                                    |                                                                                          |                                                                  |
| 1月20日  | D4DJ Groovy Mix カバートラックス vol.1        | 燐舞曲                                                                             | 「名前のない怪物」 「DESIRE -情熱-」                                                     | ゲーム『D4DJ Groovy Mix』関連曲                                  |
| 2月24日  | ぐるぐるDJ TURN!!                             | D4DJ ALL STARS                                                                     | 「LOVE!HUG!GROOVY!!」                                                                    | ゲーム『D4DJ Groovy Mix』主題歌                                  |
| 7月21日  | クライノイド                                  | 燐舞曲                                                                             | 「クライノイド」 「群青のフローセカ」                                                    | 『D4DJ』関連曲                                                   |
| 7月21日  | D4DJ Groovy Mix カバートラックス vol.2        | 燐舞曲                                                                             | 「東京テディベア」 「無限∞REBIRTH」                                                      | ゲーム『D4DJ Groovy Mix』関連曲                                  |
| 8月28日  | なんてカラフルな世界！[D4DJ Remix]            | D4DJ ALL STARS                                                                     | 「なんてカラフルな世界！[D4DJ Remix]」                                                   | ゲーム『D4DJ Groovy Mix』関連曲                                  |
| 11月10日 | [Re] termination                              | 燐舞曲                                                                             | 「[Re] termination」 「Celsius」                                                         | 『D4DJ』関連曲                                                   |
| 11月24日 | D4DJ 6ユニット3rd Single連動購入特典CD        | D4DJ ALL STARS                                                                     | 「ぷっちみくパーチナィ！」                                                               | 『D4DJ』関連曲                                                   |
| 11月24日 | D4DJ 6ユニット3rd Single連動購入特典CD C ver. | 燐舞曲                                                                             | 「ぷっちみくパーチナィ！」                                                               | 『D4DJ』関連曲                                                   |
| 2022年   |                                               |                                                                                    |                                                                                          |                                                                  |
| 1月26日  | D4DJ Groovy Mix カバートラックス vol.3        | 燐舞曲                                                                             | 「輪舞-revolution」 「おなじ星」                                                         | ゲーム『D4DJ Groovy Mix』関連曲                                  |
| 4月27日  | D4DJ Groovy Mix カバートラックス vol.4        | 燐舞曲                                                                             | 「Leia」 「Journey through the Decade」                                                  | ゲーム『D4DJ Groovy Mix』関連曲                                  |
| 5月25日  | 神蕾-シン・ライ- A ver.                       | 燐舞曲                                                                             | 「BLACK LOTUS」                                                                          | テレビアニメ『D_CIDE TRAUMEREI THE ANIMATION』エンディングテーマ |
| 5月25日  | 神蕾-シン・ライ- A ver.                       | 燐舞曲                                                                             | 「神蕾-シン・ライ-」 「夜想曲」 「ReTINA」 「群青のフローセカ (神蕾-シン・ライ- Remix)」 | 『D4DJ』関連曲                                                   |
| 5月25日  | 神蕾-シン・ライ- B ver.                       | 燐舞曲                                                                             | 「ニルヴァナ (神蕾-シン・ライ- Remix)」                                                  | 『D4DJ』関連曲                                                   |
| 7月20日  | D4DJ Groovy Mix カバートラックス vol.5        | 燐舞曲                                                                             | 「unravel」 「I believe what you said」                                                  | ゲーム『D4DJ Groovy Mix』関連曲                                  |
| 10月26日 | D4DJ Groovy Mix カバートラックス vol.6        | 燐舞曲                                                                             | 「深い森」 「killy killy JOKER」                                                         | ゲーム『D4DJ Groovy Mix』関連曲                                  |
| 11月16日 | FAKE OFF / 天使と悪魔                         | Merm4id×燐舞曲                                                                     | 「FAKE OFF」                                                                             | テレビアニメ『D4DJ Double Mix』主題歌                            |
| 11月16日 | FAKE OFF / 天使と悪魔                         | Merm4id×燐舞曲                                                                     | 「天使と悪魔」                                                                           | 『D4DJ』関連曲                                                   |
| 2023年   |                                               |                                                                                    |                                                                                          |                                                                  |
| 1月25日  | D4DJ Groovy Mix カバートラックス vol.7        | 燐舞曲                                                                             | 「DAYBREAK'S BELL」 「カミサマネジマキ」                                                 | ゲーム『D4DJ Groovy Mix』関連曲                                  |
| 2月15日  | Maihime                                       | 燐舞曲                                                                             | 「ARCANA」                                                                               | テレビアニメ『D4DJ All Mix』挿入歌                               |
| 5月3日   | - 茈 -                                        | 燐舞曲                                                                             | 「-World Etude-」 「昊天 -koten-」 「ReTINA（Maozon Remix）」 「prayer（咲人-Remix-）」  | 『D4DJ』関連曲                                                   |
| 7月12日  | D4DJ Groovy Mix カバートラックス vol.8        | 燐舞曲                                                                             | 「KiLLiNG ME」 「奏（かなで）」                                                          | ゲーム『D4DJ Groovy Mix』関連曲                                  |
| 9月20日  | 夢想曲 -Träumerei-                            | 燐舞曲                                                                             | 「夢想曲 -Träumerei-」 「花の手錠と魔物の箱庭」                                          | 『D4DJ』関連曲                                                   |
| 12月20日 | D4DJ EXCLUSIVE TRACKS                         | D4DJ ALL STARS                                                                     | 「LOVE!HUG!GROOVY!! +nova」                                                              | ゲーム『D4DJ Groovy Mix』関連曲                                  |
| 12月20日 | D4DJ EXCLUSIVE TRACKS                         | 燐舞曲                                                                             | 「瞬動-movement-（Maozon Remix）」                                                       | ゲーム『D4DJ Groovy Mix』関連曲                                  |
| 2024年   |                                               |                                                                                    |                                                                                          |                                                                  |
| 2月14日  | 雨音                                          | 燐舞曲                                                                             | 「雨音」 「Blooming rose in the other world」                                            | ゲーム『D4DJ Groovy Mix』関連曲                                  |
| 4月24日  | D4DJ Groovy Mix カバートラックス vol.9        | 燐舞曲                                                                             | 「デート・ア・ライブ」 「火炎」                                                          | ゲーム『D4DJ Groovy Mix』関連曲                                  |
| 5月22日  | D4DJ XROSS∞BEAT                               | Merm4id×燐舞曲                                                                     | 「Vs or vS」                                                                             | ゲーム『D4DJ Groovy Mix』関連曲                                  |
| 5月22日  | D4DJ XROSS∞BEAT                               | Photon Maiden×燐舞曲                                                               | 「灰燼のアシェンプテル」                                                                 | ゲーム『D4DJ Groovy Mix』関連曲                                  |
| 8月14日  | Triumphal                                     | Doki Dokiss                                                                        | 「Choose me Choose love」 「Doki Dokiss」                                                | ゲーム『D4DJ Groovy Mix』関連曲                                  |
| 2025年   |                                               |                                                                                    |                                                                                          |                                                                  |
| 1月15日  | -未来-                                        | 燐舞曲                                                                             | 「ラストソング」                                                                         | 『D4DJ』関連曲                                                   |
| 1月15日  | -未来-                                        | 三宅葵依（つんこ）                                                                 | 「カタオモイ」                                                                           | ゲーム『D4DJ Groovy Mix』関連曲                                  |
| 3月5日   | SUPERSTAR                                     | Happy Around!・Peaky P-key・Photon Maiden・Merm4id・燐舞曲・Lyrical Lily・UniChØrd | 「SUPERSTAR」                                                                            | ゲーム『D4DJ Groovy Mix』関連曲                                  |

### DVD
- DOLL